# Paul Colin (affichiste)
Pour les articles homonymes, voir Paul Colin et Colin.
Ne doit pas être confondu avec Paul-Émile Colin.
Paul Hubert Colin, né le 27 juin 1892 rue Jeanne-d'Arc à Nancy et mort le 18 juin 1985 à Nogent-sur-Marne, est un artiste peintre, dessinateur, costumier, scénographe et l'un des plus novateurs et influents affichiste lithographe français de la première partie du XXe siècle.

## Biographie

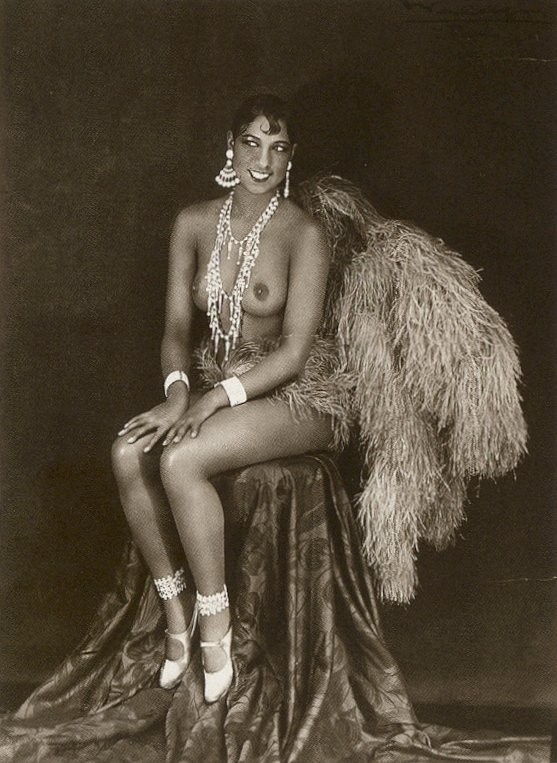
Josephine Baker par Waléry, Paris (1927).

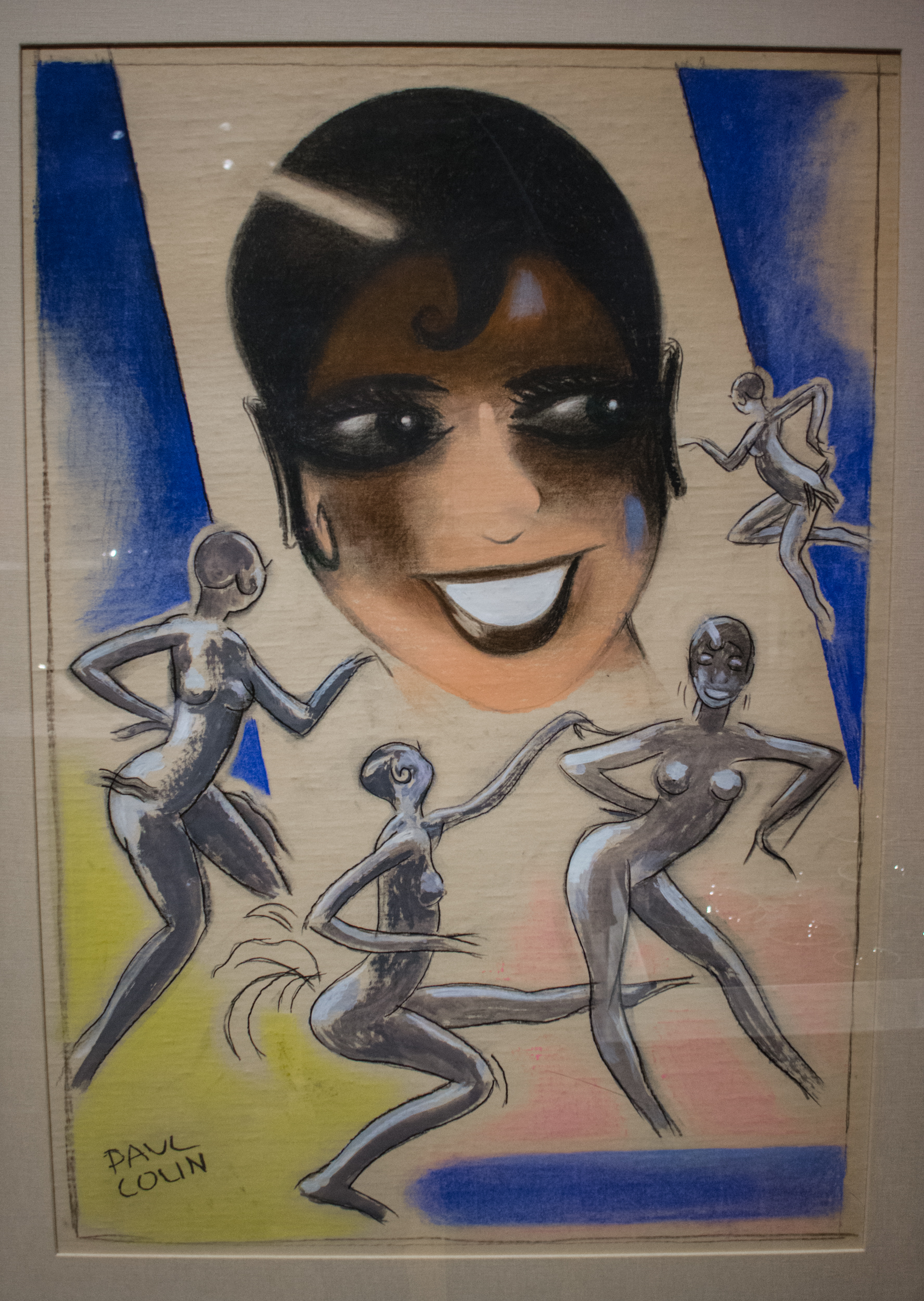
Paul Colin, Columbia (Josephine Baker), crayon et gouache, 1930

L'enfance et l'adolescence de Paul Colin baignent dans « l'effervescence créatrice qui anime alors sa ville natale, Nancy, l'un des centres de l'Art nouveau ». Apprenti dans une imprimerie en 1907, élève en 1910 d'Eugène Vallin et de Victor Prouvé à l'École des beaux-arts de Nancy, il s'affirmera après la Première Guerre mondiale — où il est blessé à la bataille de Verdun en 1916 — comme le chef de l'école moderne de l'affiche lithographiée, ou passant par de nouvelles techniques de reproduction faisant appel à l'héliogravure et la sérigraphie. Il sera l'auteur de plus de 1 400 affiches et, selon Gérald Schurr, de plus de 700 décors de théâtre et de costumes.
Il semble que ce soit par hasard que Paul Colin, plusieurs années après la Première Guerre mondiale, retrouve à Paris, où il s'est installé après à la suite de sa démobilisation et où il est encore un peintre provincial inconnu donnant des dessins à plusieurs revues comme Fantasio, son ancien camarade de front André Daven devenu directeur adjoint du Théâtre des Champs-Élysées et qui l'en nomme affichiste et décorateur. Le théâtre accueille alors les Ballets suédois de Rolf de Maré, amenant Paul Colin en 1925 à créer l'affiche du film Le voyage imaginaire de René Clair dont Jean Börlin, danseur-étoile du groupe, est la vedette.

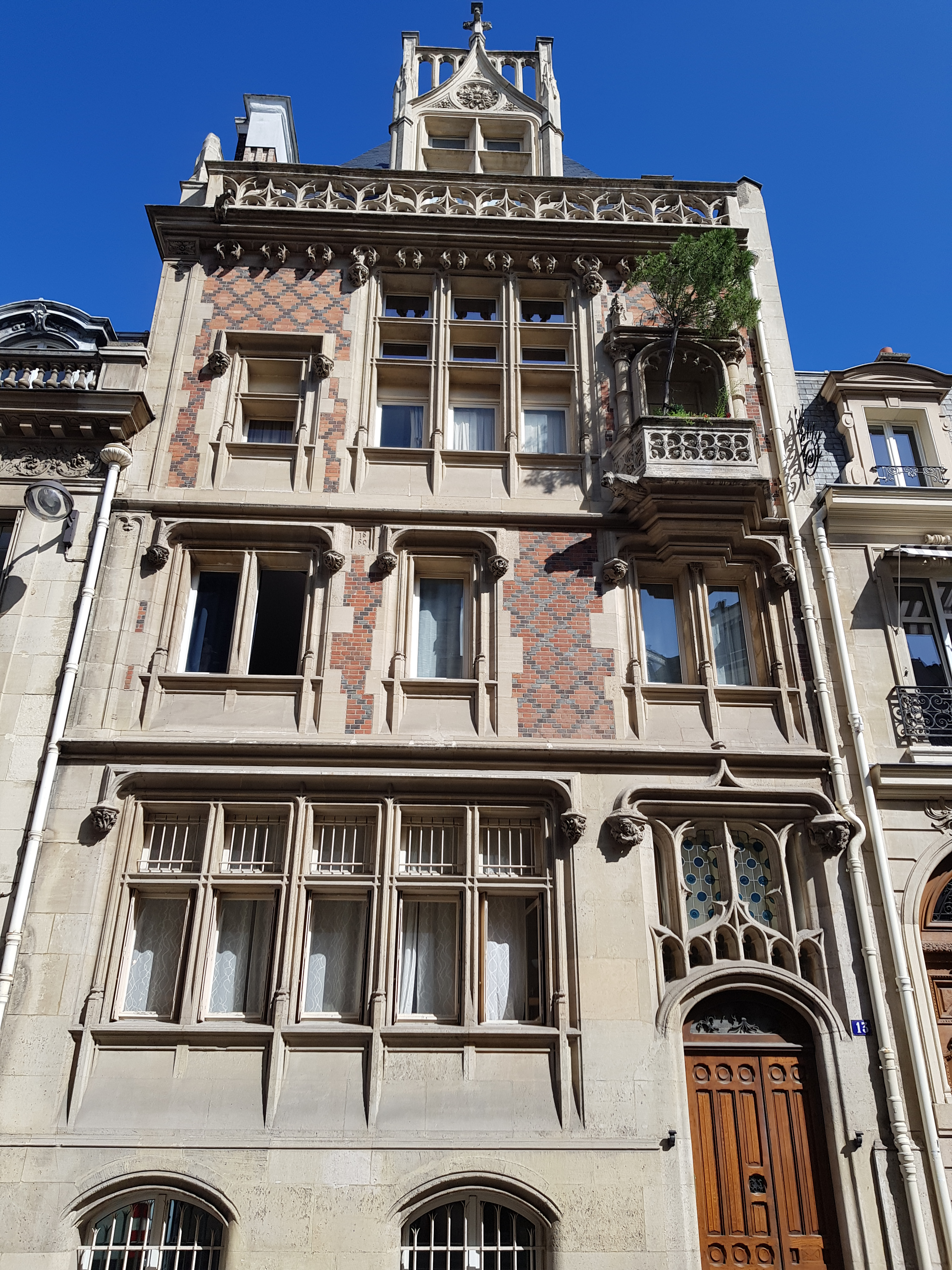
13, rue Jacques-Bingen, Paris

Paul Colin est cependant révélé en cette même année 1925 par son affiche pour la Revue nègre pour laquelle, avant de livrer la version finale, il suit longuement les répétitions de la troupe venue de Broadway, constituée de douze musiciens dont Sidney Bechet et de treize danseurs dont une jeune fille d'à peine 18 ans, Joséphine Baker, qui remplace la vedette new-yorkaise ayant refusé de faire le voyage. L'affiche de Paul Colin contribue à lancer la carrière de Joséphine Baker — après leur liaison amoureuse ils demeureront amis — en même temps que la sienne : « elle attire immanquablement l'œil du public qui aspire à se perdre dans ce ballet de survivants fougueux et érotiques, relève Chantal Humbert. Dans une géométrisation marquée par l'influence africaine, Paul Colin met en scène avec brio le long corps de Joséphine Baker et le place en sandwich entre deux têtes de musiciens nègres ». Devenu l'affichiste à la mode, Paul Colin va travailler pendant près de quarante ans pour les arts de la scène et le monde du spectacle, « pensant l'affiche en composition fermée rythmée par un système géométrique simple qui accroche facilement l'œil ». C'est également pendant quarante années de son existence, rappelle Jacques Couelle, que l'École Paul Colin, qu'il fonde en 1926 au 13, rue Montchanin (aujourd'hui rue Jacques-Bingen) dans le 17e arrondissement de Paris, attirera « près de quatre mille élèves venus de plus de vingt pays différents, tous séduits, fervents ou respectueux de leur maître. Succès d'académisme sans précédent ».
Son style, au début très marqué à la fois par l'Art déco et la Nouvelle Objectivité, devient rapidement très personnel et difficile à faire entrer dans une simple catégorie : l'efficacité dans le dépouillement (« l'affiche doit être un télégramme adressé à l'esprit » résume-t-il lui-même), la justesse synthétique de ses portraits, la force d'évocation de ses affiches pour les grandes causes en font un maître de la communication visuelle dont l'œuvre reste aujourd'hui exemplaire et très actuelle.
Son album Le Tumulte noir (1927), magnifiant lui aussi Joséphine Baker (« Sous ses yeux, pour la première fois, je me sentais belle » écrit-elle, ajoutant dans la préface de l'album : « il fait de plus en plus noir à Paris. Bientôt il fera si noir qu'il faudra d'abord une allumette pour y voir clair, puis une autre pour savoir si la première est bien allumée ou non. » et les musiciens de jazz de la Revue nègre, constitue sans doute un chef-d'œuvre, « sa création la plus libre, la plus inspirée et débridée, vibrante de couleur et de mouvement » : « si elle n'échappe pas aux stéréotypes d'une époque, estime Valérie Marin La Meslée, cette traversée au bout de la nuit noire bruit d'une folle énergie, en captant jusqu'aux rythmes du jazz qui embrasent les silhouettes croquées sur scène et dans le public ».
Il est en 1929, en même temps que membre de la nouvelle Union des artistes modernes, le fondateur et directeur d'une école de dessin, l'école "Paul Colin", sur le boulevard Malesherbes à Paris. Il y forme des élèves de toutes les nationalités, par exemple l'allemande Ruth Bess devenue une artiste reconnue et plus particulièrement le célèbre affichiste Bernard Villemot. En 1931, il dessine un portrait de Suzy Solidor à la demande de Jean Mermoz, alors amant de celle-ci. En 1932, il effectue un voyage en Russie.
Paul Colin prend position dans la Guerre d'Espagne en faveur du camp républicain, ainsi que l'énonce son affiche de 1939 Paris ne doit pas être le Madrid de demain, assiégé par la Reichswehr de Hitler - Liberté commerciale pour l'Espagne républicaine dont la silhouette, dramatiquement cubiste et revêtue d'un champ de ruines, est annonciatrice de ses affiches de 1945-1946,. L'affiche signée de Paul Colin Silence, l'ennemi… guette vos confidences qu'édite en février 1940 le gouvernement français de la Troisième République restitue l'inquiétude ambiante, dans une époque où règne un climat d'espionnite, quant au danger mythique de la « cinquième colonne » selon lequel des Français pro-hitlériens ou des allemands réfugiés en France travailleraient dans l'ombre à la défaite. Si, après l'armistice de juin 1940, l'artiste crée plusieurs affiches à thèmes humanitaires, il se refuse à travailler tant pour l'occupant allemand que pour l'État français et revient ainsi à la peinture de chevalet en brossant des Bouquets de fleurs.
La reprise de son travail d'affichiste est marquée par la Marianne aux stigmates, allégorie de la République en vêtements de ruines et bonnet phrygien, portant aux mains les stigmates de la crucifixion, souffrante mais debout, le regard tourné vers les libérateurs. Peinte dans les seules trois couleurs nationales le 14 août 1944, date à laquelle Paris n'est pas encore libérée, Marianne aux stigmates est destinée à être reproduite en grande quantité afin d'être affichée sur les murs des villes de France. L'affiche Hommage aux libérateurs de Paris est créée par Paul Colin pour une soirée organisée à l'initiative du journal Libération le 11 novembre 1944 au palais de Chaillot. Avec l'affiche Varsovie accuse en 1946, l'artiste saura de même « exprimer le pathétique du sujet avec un dépouillement extrême ». Le premier numéro de l'hebdomadaire résistant Action après la Libération reprend une de ses affiches qui avait été interdite.
Paul Colin a également été un important collectionneur des arts premiers d'Afrique noire et d'Océanie ainsi que de minéraux et de coquillages exotiques.
Au soir de sa vie, Paul Colin modèle des sculptures polychromes d'inspiration cubiste. Il meurt le 18 juin 1985 à la Maison des artistes de Nogent-sur-Marne. Il est enterré au cimetière de Nogent-sur-Marne. « Plus qu'aucun autre, évoque Jean-Paul Crespelle, il aura été le témoin de son temps, au point que, lorsqu'on songe aux grands animateurs de cette époque, son nom vient sous la plume avec ceux de Pablo Picasso, Jean Cocteau, Coco Chanel, André Breton, Paul Morand, Louis Jouvet, Jean Giraudoux, Christian Bérard ».

## Œuvre

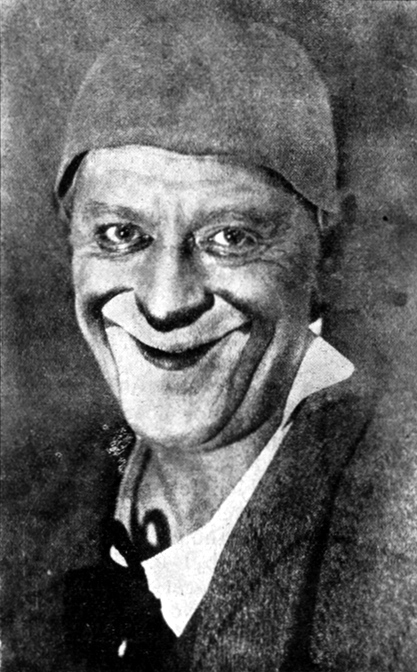
Grock (avant 1928), photographie anonyme.

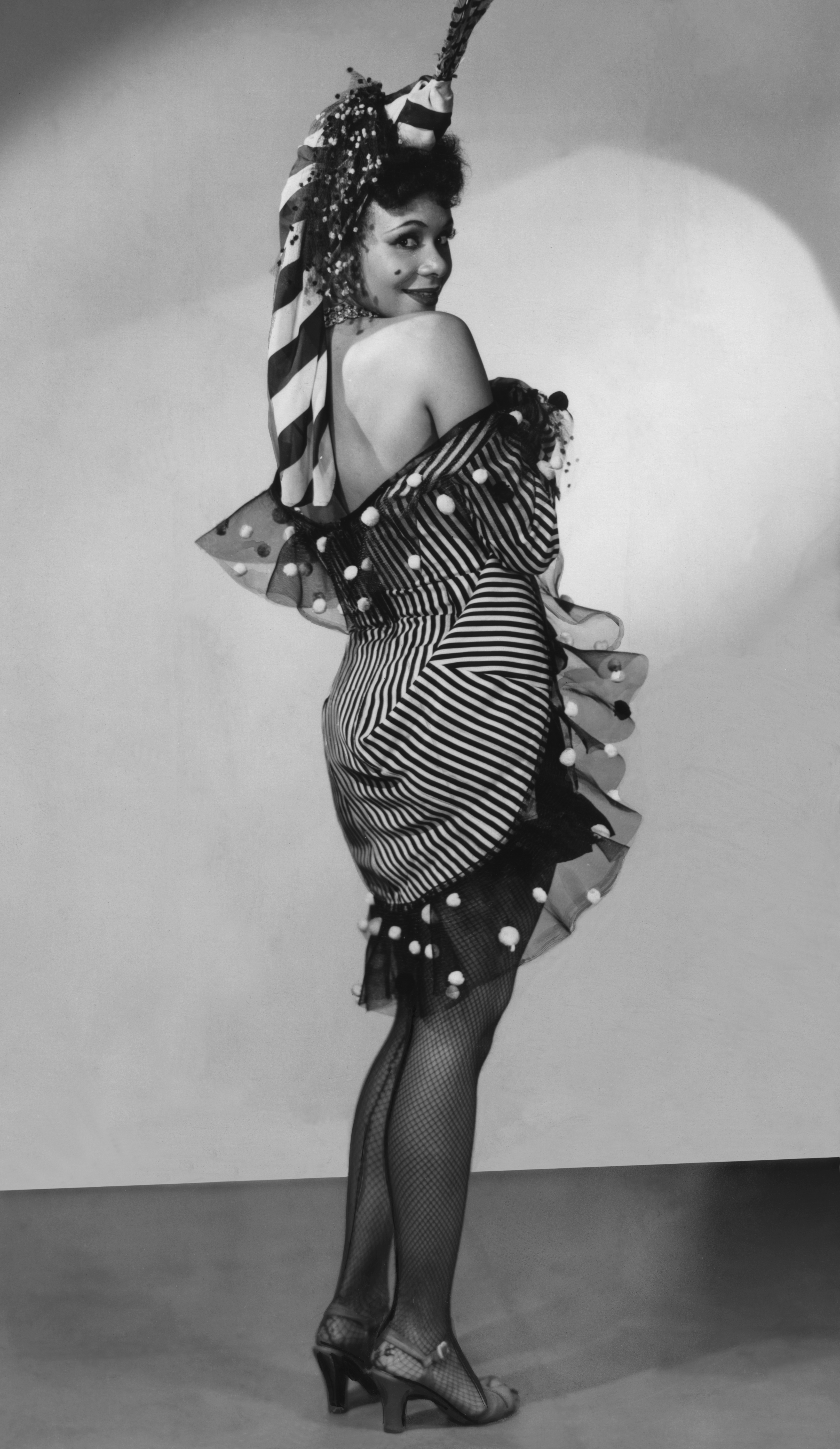
Katherine Dunham par Alfredo Valente.

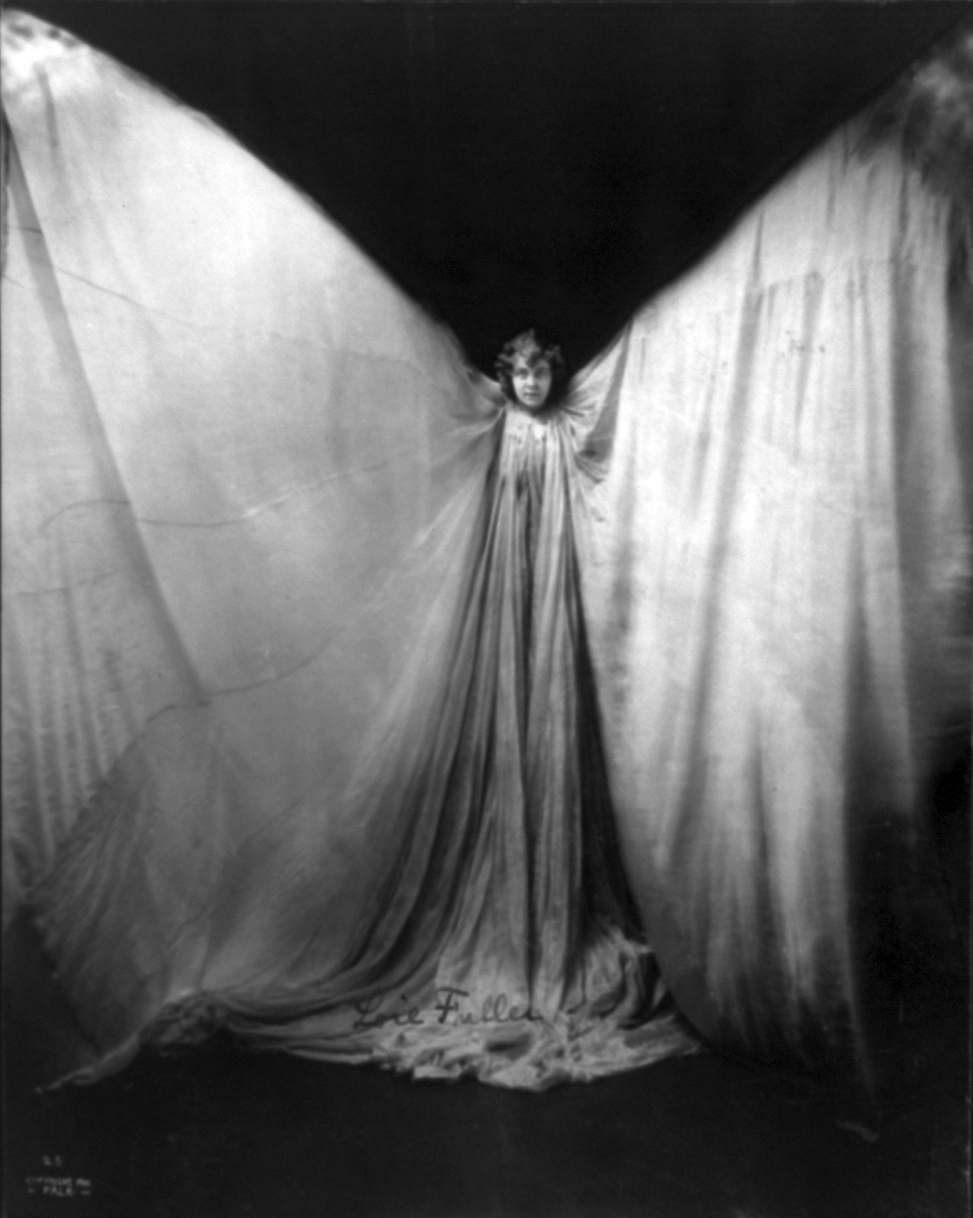
Loïe Fuller (vers 1901), Falk Studio.

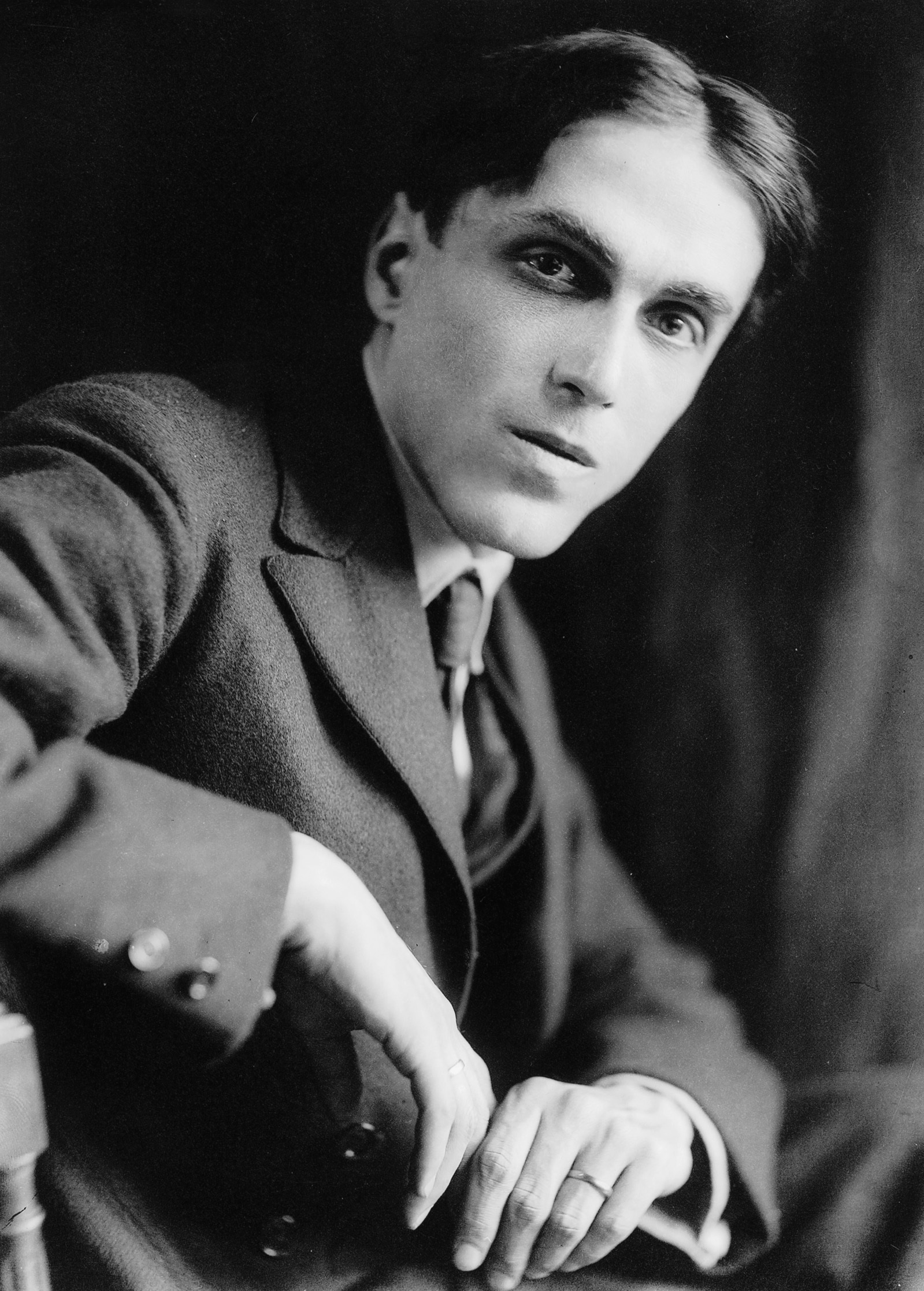
Georges Pitoëff par Pierre Choumoff.

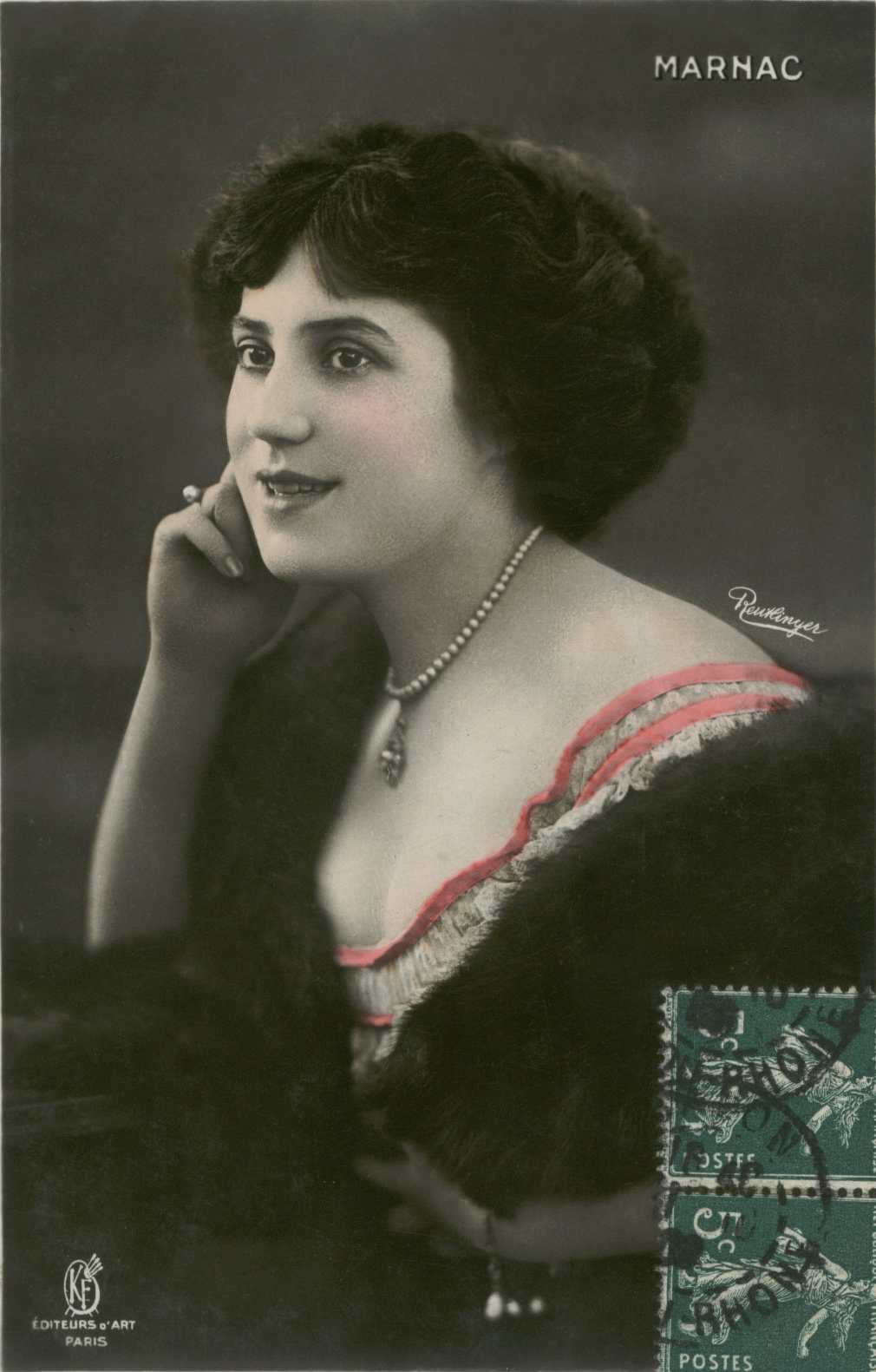
Jane Marnac par Reutlinger.

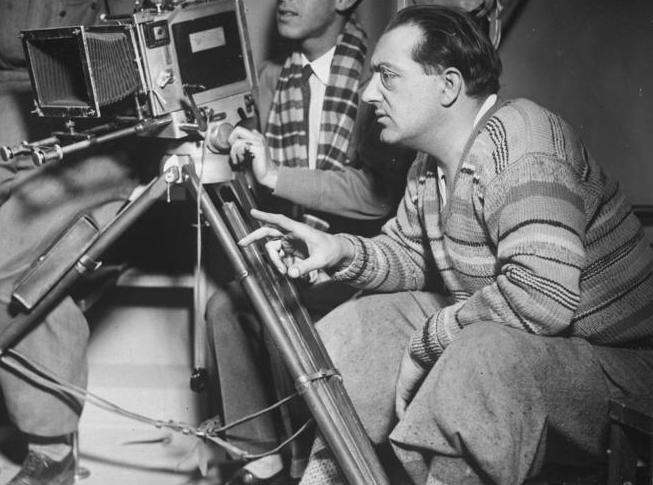
Fritz Lang en 1929.

### Affiches

#### Affiches lithographiques de portraits
- Lucienne Radisse, violoncelliste, vers 1925-1927[5].
- Carlos Gardel, 1927.
- Sylvie, 1928[5].
- Georgia Graves, danseuse des Folies Bergère, 1928.
- Marguerite Valmond, Imprimerie H. Chachoin, 1928.
- Renée Devillers, Imprimerie H. Chachoin, 1929.
- Suzanne Darbès, Imprimerie H. Chachoin, 1930.
- Mary Ditrix, 1930[5].
- Alice Dufrêne, Imprimerie H. Chachoin, 1930.
- Simone Dulac, Imprimerie H. Chachoin, 1930.
- Le clown Grock, Théâtre de l'Odéon, 1930[5].
- Cora Madou, Imprimerie H. Chachoin, 1930.
- Madika, Imprimerie H. Chachoin, 1930.
- Pierre Meyer, Imprimerie H. Chachoin, 1930.
- Jean Sarment, Imprimerie H. Chachoin, 1930.
- Yvonne Guilet, Imprimerie H. Chachoin, 1931.
- Serge Lifar, 1935.
- Germaine Sablon (disques La voix de son maître), vers 1935.
- Jean Sablon (disques La voix de son maître), vers 1935.
- Joan Warner (en), 1936[27].
- Claudine Dupuis, 1945[27].
- Espanita Cortez, 1946.
- Katherine Dunham, 1947[27].

#### Affiches lithographiques pour le cinéma[28]
- Le voyage imaginaire de René Clair, 1925.
- Cinéma l'Ambigu - Georges Colin dans « Le rapide de nuit », Affiches H. Chachoin, 1925.
- À nous la liberté de René Clair, 1931.
- Edith Méra dans Les Trois Mousquetaires de Henri Diamant-Berger, 1932.
- Les Misérables - trois films, trois affiches : 1. Une tempête sous un crâne ; 2. Les Thénardier ; 3. Liberté, liberté chérie..., films de Raymond Bernard, 1934.
- Cinéma Édouard-VII - Georges Breakston dans « Comme les grands » de Frank Borzage, 1934.
- La Dernière Étape, de Wanda Jakubowska, 1948.
- Manon de Henri-Georges Clouzot, 1949.
- Journal d'un curé de campagne de Robert Bresson, 1950.
- La Première Légion, de Douglas Sirk (1951)
- Un condamné à mort s'est échappé de Robert Bresson, 1956.
- Les Amants de demain de Marcel Blistène, 1959.

#### Affiches lithographiques pour le théâtre et le music-hall
- Revue Nègre, Music-hall des Champs-Élysées, Imprimerie H. Chachoin, 1925.
- Les féeries fantastiques de la Loïe Fuller aux Champs-Élysées, Imprimerie H. Chachoin, 1925.
- La cavalière Elsa, tragédie de Paul Demany d'après Pierre Mac Orlan, mise en scène de Gaston Baty, Studio des Champs-Élysées, Imprimerie H. Chachoin, 1925.
- Les Billy Arnolds (en), rois du jazz, 1925.
- Wiéner et Doucet, numéro de piano à quatre mains, Le Bœuf sur le toit, 1925[29].
- Têtes de rechange de Jean-Victor Pellerin, mise en scène de Jean Le Poulain, Théâtre des Bouffes-Parisiens, Imprimerie Bedos et Cie, 1926.
- La machine rouge de Claude Orval, Grand-Guignol, vers 1925.
- Maya, spectacle en huit tableaux de Simon Gantillon, 1927.
- La machine à calculer, spectacle d'Elmer Rice, mise en scène de Gaston Baty, Studio des Champs-Élysées, Imprimerie H. Chachoin, 1927.
- Siegfried de Jean Giraudoux, mise en scène de Louis Jouvet, Comédie des Champs-Élysées, 1928.
- André Renaud, pianiste, Imprimerie Chachoin, 1929.
- Amphitryon 38 de Jean Giraudoux, mise en scène de Louis Jouvet, Comédie des Champs-Élysées, 1929.
- Les criminels de Ferdinand Bruckner, mise en scène de Georges Pitoëff, Théâtre des Arts, 1929[27].
- L'as, Théâtre Apollo, 1930[27].
- Jane Marnac dans Au temps des valses, opérette de Noël Coward, Théâtre Apollo, 1930.
- Juliette ou la clé des songes de Georges Neveux, Théâtre de l'Avenue, Bruxelles, Imprimerie H. Chachoin, 1930.
- Casino de Paris, 1932.
- La chanson du bonheur, Gaîté-Lyrique, 1935.
- Jean Weidt et ses ballets, 1938[27].
- Les comédiens de bois de Jacques Chenais, 1945[27].
- Arlequin serviteur de deux maîtres, compagnie Piccolo Teatro di Milano, Théâtre Antoine, 1968.

Affiches de Paul Colin
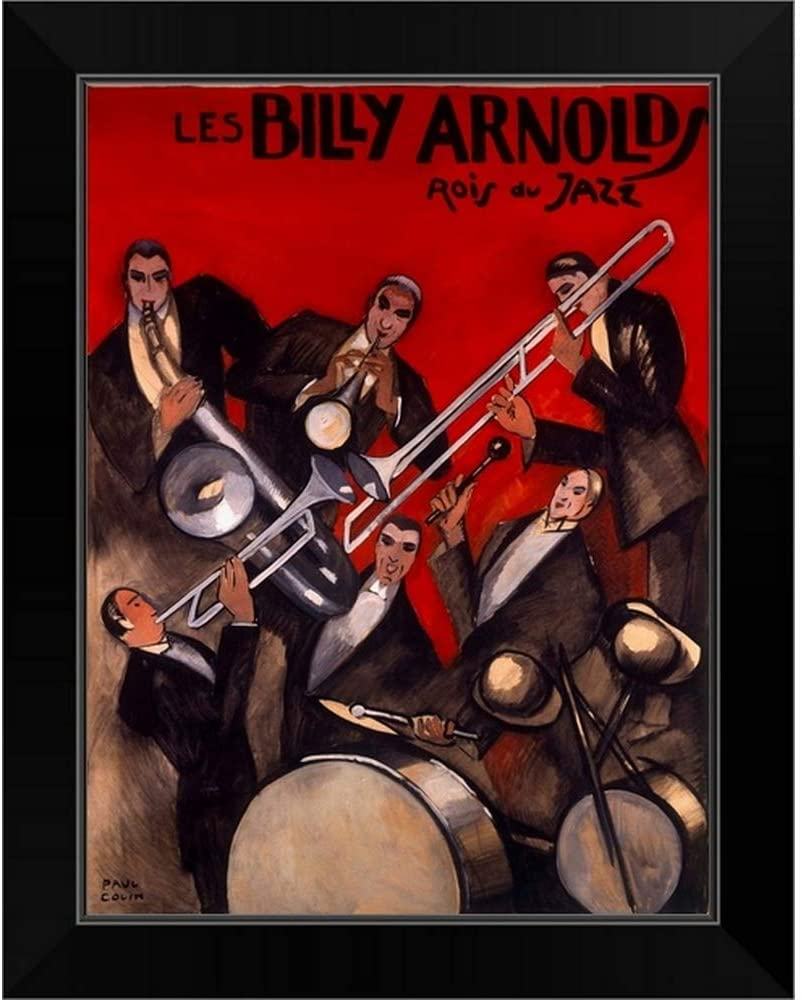
Les Billy Arnolds (en), rois du jazz, 1925
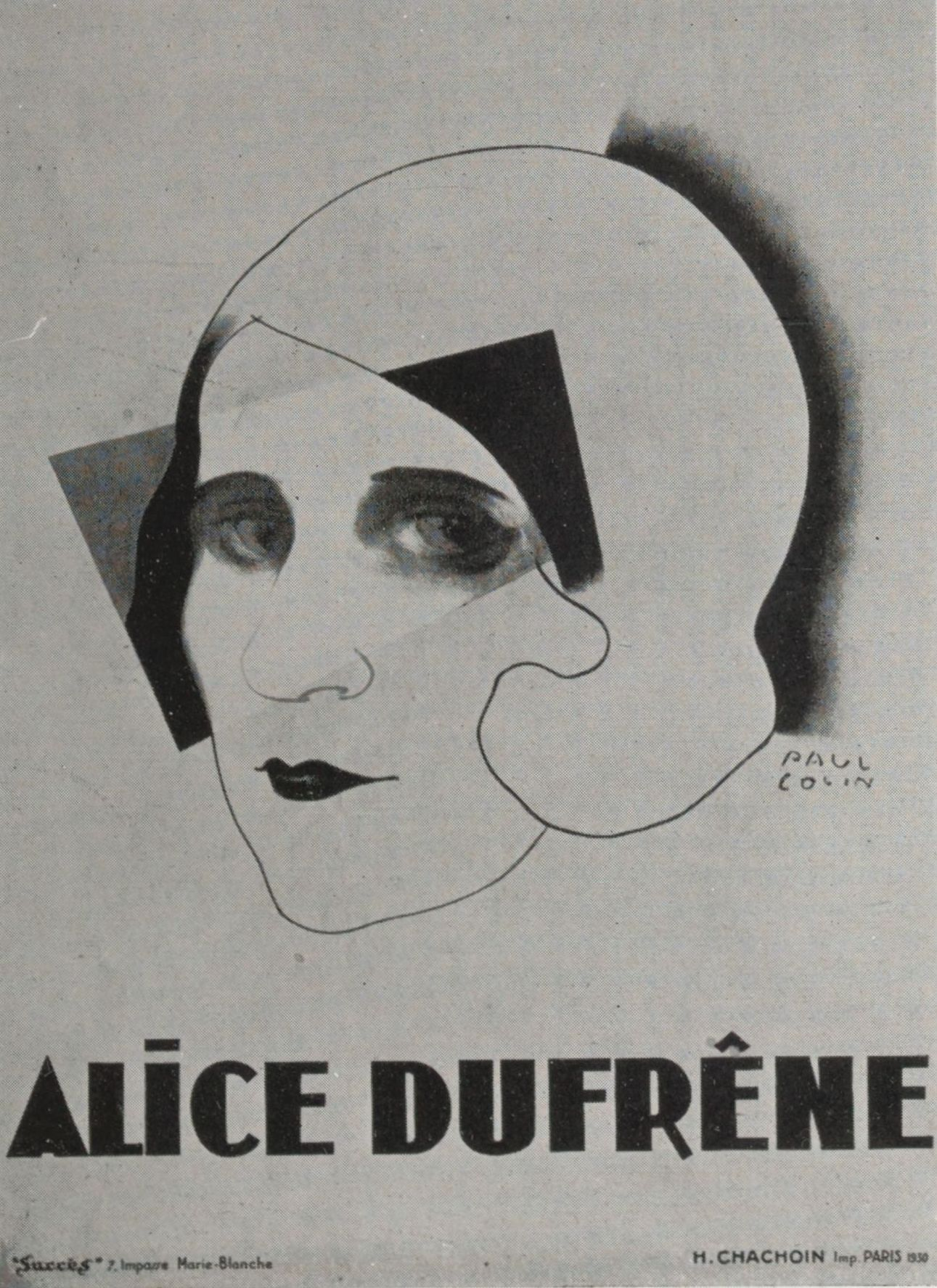
Alice Dufrêne, 1930
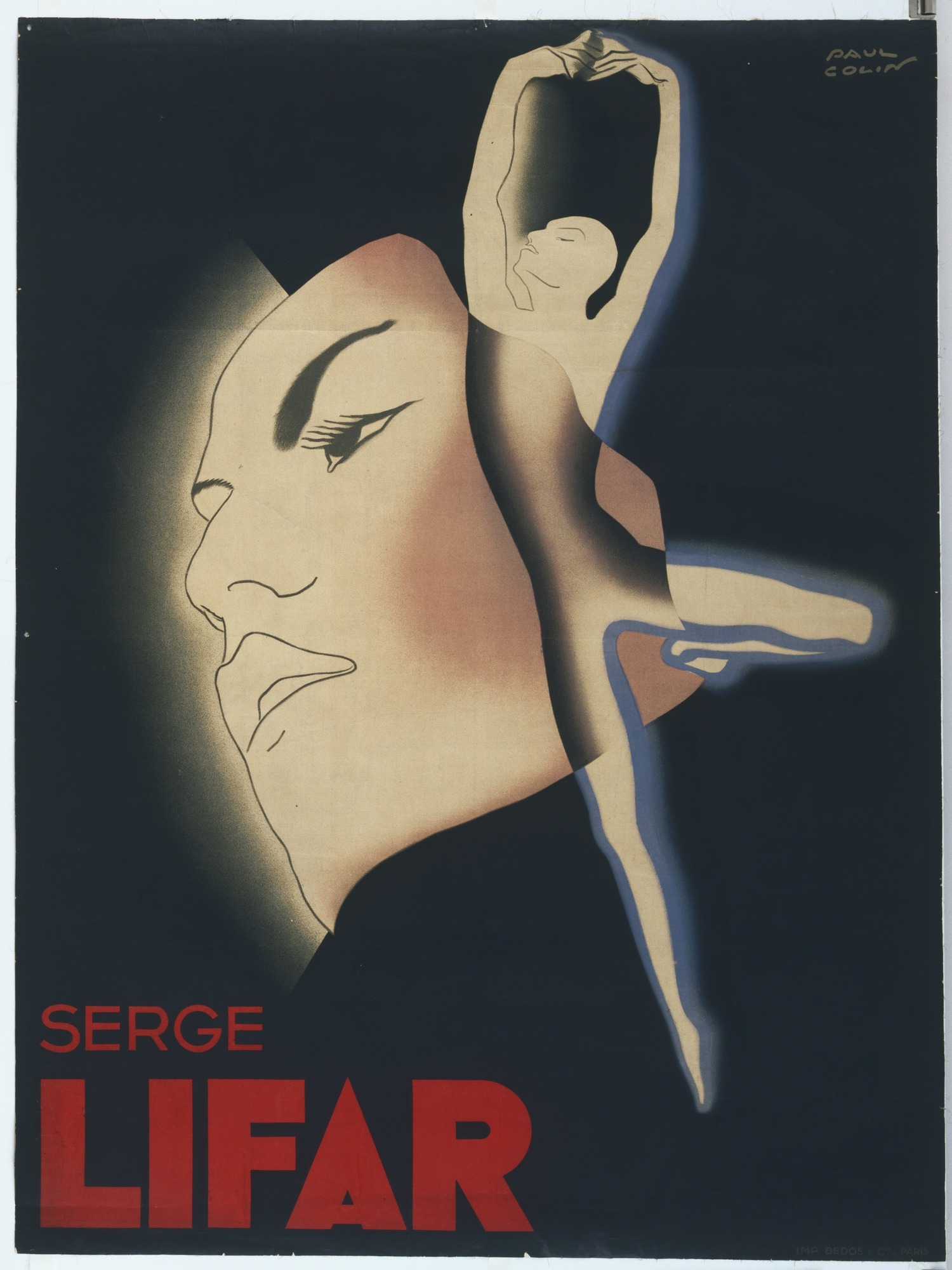
Serge Lifar, 1935

#### Affiches lithographiques liées à événements ou engagées
- Bal nègre - 11 février 1927 à 23 heures, Théâtre des Champs-Élysées, 1927.
- Foire exposition, Nancy, du 4 au 22 juillet 1929, 1929.
- Salon de l'œuvre unique - IVe Salon de l'art français indépendant, 1932[27].
- Grandes fêtes de Paris, 17 juin - 8 juillet 1934, 1934[27].
- Fêtes de Paris, 26 mai - 7 juillet 1935, 1935[27].
- Moulin de la galette - Bal romantique avec le concours de l'École Paul Colin, 3 juin, Imprimerie L. Serre et Cie, vers 1935.
- Exposition universelle de 1937[30].
- 16e Salon des arts ménagers, Grand Palais, Paris, janvier-février 1939.
- Ministère des Colonies - 2e Salon de la France d'Outre-mer, Grand Palais, Paris, mai 1940, 1940.
- Exposition Ministère des Colonies - France d'Outre-mer dans la guerre, Imprimerie S.A. Courbet, Grand Palais, Paris, 1945.
- Libération de Paris - 17 août 1944, 1945[31].
- Par le socialisme, vers la liberté, élections de l'Assemblée constituante, octobre 1945.
- Secours populaire français - Souscrivez pour l'Espagne républicaine, pour les guerillos, leurs familles, leurs enfants, pour les blessés et invalides de la guerre d'Espagne, Imprimerie Curial-Archereau, 1946.
- Varsovie accuse, 1946.
- Exposition des techniques américaines de l'habitation et de l'urbanisme -Grand Palais du 14 juin au 21 juillet 1946, 1946.
- Festival international du film, Cannes, 1946[28], 1951.
- Exposition Foucauld l'Africain, Hôtel des Invalides, Paris, 1947
- La nuit orientale, spectacle-bal, 1947.
- Ministère de la reconstruction et de l'urbanisme - Exposition internationale urbanisme habitation, 19 juillet - 10 août, 1947.
- Bal des arts Douanier Rousseau, 22 juin 1949, Imprimerie Bedos et Cie, 1949.
- Exposition Paul Colin - Pavillon de Marsan - Musée des arts décoratifs, Paris, 1949.
- Centenaire de la mort de Frédéric Chopin - Comité national, 1949[27].
- 18e Salon international de l'aviation, Grand Palais, Paris, 1949[32].
- Exposition internationale du textile, Lille, 26 avril - 20 mai 1951, 1951.
- Non aux accords de Bonn et de Paris - Conseil national du mouvement de la paix, 1952.
- Ðiện Biên Phủ... Ils se sont sacrifiés pour la liberté - Paix et liberté, 1954[33].
- C.E.D. - Communauté européenne de défense pour la paix, contre les tyrannies totalitaires, 1954[34].
- Exposition d'art foklorique roumain - Office publicitaire de la France, 1954.
- 21e Salon international de l'aéronautique, du 10 au 19 juin 1955, aéroport du Bourget, 1955[5].
- Le pétrole vu par cent peintres, exposition organisée par la Société de pétrole Shell Berre, centenaire du premier forage pétrolier, Musée Galliera, 7-21 octobre 1959, Imprimerie Lafayette, 1959.
- Floralies internationales de Paris, 24 avril - 3 mai 1959, 1959.
- 20e anniversaire de la libération des camps de concentration, 1945-1965, 1965.
- Salon de Paris - Musique, peinture, poésie, chapelle de la Sorbonne, Paris, Lucien Auclair imprimeur, 1980.
- Exposition Paul Colin - Chapelle de la Sorbonne, Paris, Imprimerie Burlet, Paris, 1981.

#### Affiches à thèmes humanitaires
- Adhérez à l'Amicale des femmes de prisonniers, 1957.
- L'année mondiale du réfugié, 1960.
- Tu aimeras ton prochain - Devenez confrère de Saint-Vincent de Paul - Sauvez une vie, donnez votre sang, Imprimerie Bedos et Cie, 1968.

#### Affiches publicitaires
- Champagne Ernest Irroy, 1928.
- Tabarin (cabaret parisien), 1928[35].
- Musée d'ethnographie du Trocadéro, Paris, 1930[27].
- Leroy, premier opticien de Paris, Imprimerie H. Chachoin, 1930.
- Air Orient, 1933[27].
- Comœdia vous offre le théâtre, Imprimerie H. Chachouin, 1933.
- Peugeot accélération, 1935[5].
- L'alcool à brûler - Le meilleur et le moins cher des anti-gel, vers 1935.
- Loterie nationale, Grand Prix de Paris, 28 juin 1936, 1936.
- Paris - Société nationale des chemins de fer, 1936[27].
- Cures à Bagnoles-de-l'Orne - Varices, phlébites, Imprimerie Chaix, 1937.
- St Raphaël Quinquina, 1938[5].
- Emprunt de la Défense nationale - Pour sauver la paix, 1938[31].
- Emprunt de la Libération - Souscrivez, 1945.
- Philips, le triomphe de la qualité en T.S.F., Imprimerie S.A. Courbet, Paris, 1945.
- Est-France, quotidien de la démocratie socialiste - Combat pour la liberté, Imprimerie S.A. Courbet, 1946.
- Compagnie génétale transatlantique - French line Atlantique-Pacifique-Méditerranée, Imprimerie S.A. Courbet, vers 1949.
- Pneus Dunlop, vers 1950[36].
- La Nouvelle Ève, cabaret dansant, spectacle, vers 1950.
- La sensationnelle machine à laver Supersonic, Compagnie franco-suisse, années 1950[5].
- Jeunesses musicales de France, 1955.
- Haut-de-Cagnes ou la joie de vivre, Imprimerie Bedos et Cie, vers 1962.
- Réfrigérateur Bosch, affiches Gaillard, 1963[37].

### Décors pour la scène
- La Belle Marinière de Marcel Achard, décors de Paul Colin, Comédie-Française, 1929[38].
- La Francerie de Paul Rayani, décors de Paul Colin, avec Véra Korène, Marie Bell et Jean Yonnel, Comédie-Française, 1933[38].
- L'enfant et les sortilèges, poème de Colette, musique de Maurice Ravel, mise en scène de Jacques Rouché, chorégraphie de Serge Lifar, décors et costumes de Paul Colin, opéra Garnier, 1939.
- Judith de Charles de Peyret-Chappuis, mise en scène de Julien Bertheau, avec Valentine Tessier, décors et costumes de Paul Colin, Théâtre Hébertot, mai 1945.
- Le Feu sur la terre de François Mauriac, mise en scène de Jean Vernier au Théâtre des Célestins, Lyon, 1950.

### Décors pour le cinéma
- Liliom de Fritz Lang, 1934.
- Un carnet de bal de Julien Duvivier, 1937.
- La maternelle, d'Henri Diamant-Berger, 1949 (maquettes)

### Ouvrages illustrés
- Le Tumulte noir : Joséphine Baker et la Revue nègre, préface de Joséphine Baker, quarante-cinq dessins de Paul Colin lithographiés par Mario Ferreri et colorés à la main au pochoir, Éditions d'art Succès, Paris, 1927, réédition La Martinière, 1998[10],[39].
- Mémoires de Joséphine Baker recueillies et adaptées par Marcel Sauvage, 30 dessins inédits, Paris, Simon Kra, 1927.
- Simon Gantillon, Maya, spectacle en un prologue, neuf tableaux et un épilogue, illustrations hors texte de Paul Colin, Adrien Holy, Boris Mestchersky et Henri Manuel, cinquième cahier de Masques, 1927.
- Cocktails de Paris présentés par Rip et illustrés par Paul Colin, édition originale constituée de cent dix exemplaires numérotés, Éditions Demangel, Paris, 1929 (exemplaire en ligne).
- Jules Romains, Knock ou le triomphe de la médecine, Collection Arlequin, éditions du Sagittaire, 1931.
- Cora Laparcerie-Richepin, La vraie Carmen : pièce radiophonique en trois parties d'après l’œuvre célèbre de Prosper Mérimée, présentation de Robert de Beauplan, Paris, L'Illustration, 1935.
- Textes de Jean Cocteau, André Maurois, François Mauriac, Pierre Mac Orlan, Programme du bal des Petits lits blancs, illustrations de Mariette Lydis, Marie Laurencin, Georgette Rostain, Jean Cocteau, Paul Colin, Raoul Dufy, Louis Jou, Marcel Vertès, organisé par le journal Le Jour au Cercle Interallié, mardi 4 juin 1935.
- Madeleine Prouvé, Victor Prouvé 1858-1943, préface de Jean Lurçat, Paris, Berger-Levrault, 1958.
- Vingt fables de La Fontaine, édité sous la direction de Jean Cassou au profit de la Croix-Rouge française, lithographies originales par Yves Alix, Alexander Calder, Cassandre, Jules Cavaillès, Antoni Clavé, Paul Colin, Lucien Coutaud, Salvador Dalí, Hermine David, André Dunoyer de Segonzac, Valentine Hugo, Félix Labisse, Jacques Lagrange, André Marchand, Édouard Pignon, Dom Robert, Georges Rohner, Marc Saint-Saëns et Louis Touchagues, quarante et un exemplaires numérotés, Éditions C. de Acevedo, 1966.

## Expositions

### Expositions personnelles
- Musée des arts décoratifs de Paris, mars-avril 1949.
- Paul Colin : peintures, dessins, Maison de la pensée française, Paris, 13 avril-25 mai 1951.
- Paul Colin. Femmes, galerie Drouant-David, Paris, 1953.
- Galerie La Boétie, Paris, décembre 1957-janvier 1958 (Paul Colin. Au service du pays), avril-mai 1967[40].
- Claude Robert, commissaire-priseur, et Jean-Claude Bellier, expert, Ventes de l'atelier Paul Colin, hôtel Drouot, Paris, 21 mars 1969[41] et 19 mars 1970[42].
- Galerie Drouant, Paris, 1972.
- Paul Colin - Rétrospective, Chapelle de la Sorbonne, Paris, avril-mai 1981[43].
- Claude Robert, commissaire-priseur, et Jean-Pierre Camard, expert, Vente de l'atelier Paul Colin, Hôtel Drouot, Paris, 26 octobre 1981[24].
- Les deux cents affiches de Paul Colin dans la collection de la Bibliothèque nationale : Le spectacle, les grandes causes, les affiches commerciales, Bibliothèque nationale de France, Paris, juin 1986[8].
- Jacques Lenormand et Patrick Dayen (Jean-Pierre et Florence Camard, experts), commissaires-priseurs, Paul Colin, maître affichiste et peintre, vente de l'atelier Paul Colin, hôtel Drouot, 9 et 11 décembre 1989[44].
- Galerie des ambassades, Paris, mai-juin 1990.
- Paul Colin et les spectacles, musée des beaux-arts de Nancy, 2 mai-31 juillet 1994.
- Lithographies. « Le Tumulte noir » de Paul Colin, Le Villare, Villers-sur-Mer, novembre 2016[45].

### Expositions collectives

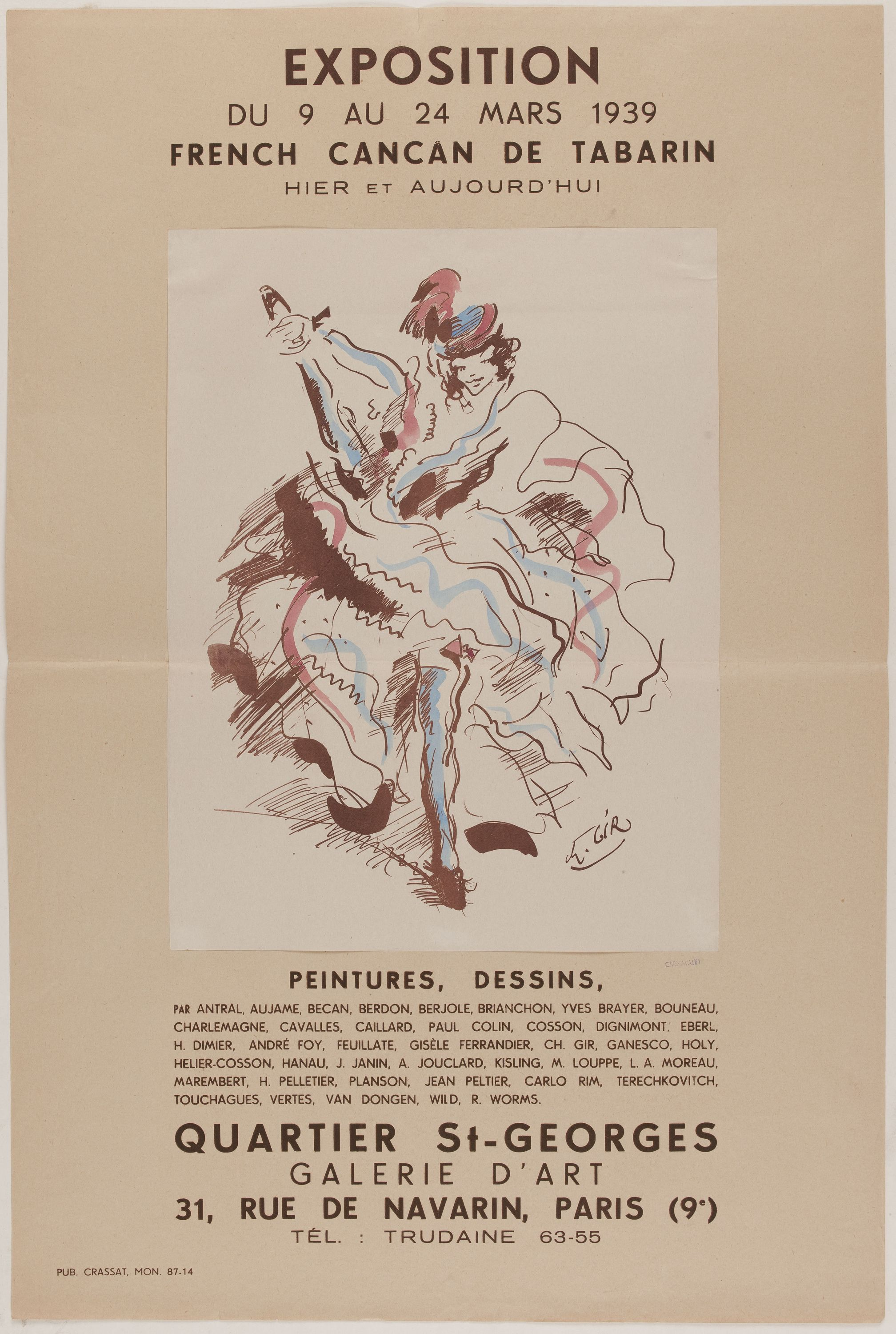
French Cancan de Tabarin hier et aujourd'hui, affiche de l'exposition, 1939

- Paul Colin, Moïse Kisling, Jacques Henri Lartigue, Marie Laurencin, Henri Lebasque, Marcel Roche, galerie Jean Pascaud, Paris, novembre 1934.
- French Cancan de Tabarin hier et aujourd'hui - Jean Aujame, Bécan, Émile Bouneau, Yves Brayer, Jules Cavaillès, Paul Charlemagne, Paul Colin, André Dignimont, Raymond Feuillatte, André Foy, Charles Gir, Adrienne Jouclard, Kostia Terechkovitch, Louis Touchagues…, Galerie d'art du quartier Saint-Georges, 31 rue de Navarin, Paris, mars 1939.
- Salon des peintres témoins de leur temps, palais Galliera, Paris, mars 1959.
- Le pétrole vu par 100 peintres, palais Galliera, Paris, toile exposée : Fragment, octobre 1959.
- Exposition Georges Simenon, Centre culturel de la communauté française de Belgique à Paris, décembre 1981-janvier 1982[46].
- Les affiches en France de 1939 à 1945, musée de la Résistance et de la Déportation, Besançon, 1987.
- El espectáculo está en la calle. El cartel moderno francés : Paul Colin, Jean Carlu, Charles Loupot, Cassandre, musée national centre d'art Reina Sofía, Madrid, novembre 2001-janvier 2002[47].
- Quand Paris était une fête. La collection Jacques Crépineau, galerie Catherine Houard, Paris, septembre-octobre 2011[48].
- L'étoffe du XXe siècle. Costumes du XXe siècle à l'Opéra de Paris, bibliothèque-musée de l'Opéra, Paris, 2012.
- De Cuno Amiet à Zao Wou-Ki - Le fonds d'estampes Cailler, musée d'art de Pully, février-avril 2013[49].
- "Et maintenant, aux fesses !" - 170e anniversaire de la naissance de Paul Verlaine, bibliothèques-médiathèques de Metz, avril-juin 2014[50].
- De Colin à Matisse. Du « Tumulte noir » à « Jazz », Cité du Champagne Collet-Cogevi, Aÿ-Champagne, septembre 2015-juillet 2016[11].
- Propagande ! Affiches de guerre 1914/1945, musée d'Aquitaine et Centre national Jean-Moulin, Bordeaux, octobre 2015-mars 2016.
- The Jazz Age : American Style in the 1920s, Cooper–Hewitt, Smithsonian Design Museum, New York, avril-août 2017[51].
- « Jazzographie ». Les œuvres d'Henri Matisse et Paul Colin imprimées par le lithographe Mario Ferreri, théâtre Le Forum, Fréjus, janvier-février 2018.
- Paquebots, Centre municipal de l'Affiche, de la Carte postale et de l'Art graphique, Toulouse, avril-août 2018[52].

## Réception critique
- « Des centaines d'affiches théâtrales et commerciales, des dizaines et des dizaines de maquettes de décor pour les scènes les plus diverses, du Casino de Paris à la Comédie Française, des projets de costumes pour le cinéma sans compter toute la peinture et les innombrables dessins que lui inspire amoureusement son culte du nu féminin, tel est l'ensemble que nous offre aujourd'hui ce travailleur infatigable, paresseux comme tous les vrais créateurs, ce provincial de formation classique qui par la grâce de la femme et du théâtre devint un des parisiens les plus subtils, cet artiste d'avant-guerre qui sut se transformer en un affichiste et un décorateur d'avant-garde, ce tourmenté qui semble enfanter en se jouant, cet esprit amateur de fantastique - à la manière allemande - mais qui s'épanouit dans une latine expression de lumière colorée... Car en réalité Paul Colin est fait de tous ces contrastes et c'est de là que provient sa puissante et si séduisante personnalité. » - Louis Chéronnet[53]
- « Soudainement, je voyais les murs s'animer de ses inoubliables affiches, qui toutes marquaient une date de la vie de Paris. Galas, bals de charité, fêtes de nuit, spectacles, qui en une soirée rendaient célèbre une jeune Noire habillée de bananes. On n'imaginait pas un événement artistique ou mondain qui ne fût annoncé par ses allégories aussitôt populaires. Avait-on besoin d'une affiche pour lancer un emprunt ou engager une campagne d'intérêt général, c'était à Colin qu'on s'adressait. » - Roland Dorgelès de l'Académie Goncourt[54]
- « Paul Colin, pour qui la véritable affiche est "celle qui brutalise et qui viole", excelle dans les genres les plus divers. Il a recours au gag (Grand Prix de Paris, Arts ménagers), brosse des portraits-affiches (Line Viala, Damia), traduit des épisodes tragiques (Sinistrés de Madagascar, Enfants d'Espagne), où il souligne avec vigueur le pathétisme des événements qu'il présente (Libération de la France). » - Les Muses, encyclopédie des arts[22]
- « Paul Colin, dans un message contemporain, a su accorder notre vision et nos pas au spectacle de la rue et retenir notre regard. Témoin passionné des jours et des nuits de son temps, entouré de créatures de rêve comme la première fois où je l'ai rencontré chez la belle Jeanne Brandt, les nymphes lui font toujours cortège. De toute manière "il faut séduire" comme il aime à le répéter. C'est un besoin chez lui. Les murs de Paris l'ont aimé aussi. Lorsque les affiches sont recouvertes par d'autres, celles de Paul Colin sont souvent préservées. Est-ce seulement un hommage des colleurs d'affiches ? Un bon affichiste est déjà un bon peintre. Paul Colin l'a prouvé. Il s'est aussi montré fervent de théâtre faisant partie des jeux de la fête. Plus de cinq cents maquettes de scènes ou de costumes lui sont dues… Ses goûts allaient du théâtre au music-hall, à la musique, à la chanson, à la danse, qui lui doivent ses meilleures affiches. La plus célèbre d'entre elles fut celle de la "Revue nègre", si percutante, où l'on cherchait le nom de l'auteur alors inconnu. Mais très vite les artistes du spectacle attachèrent leur succès au privilège d'avoir une affiche signée Paul Colin. » - Jacques Couelle de l'Académie des beaux-arts[7]
- « Paul Colin appartient à l'histoire de l'art et les plus célèbres de ses affiches sont devenues des images de l'histoire de France. Paul Colin, poète de l'image, a créé des signaux qui font désormais partie de notre mémoire collective. Il est au premier rang de ceux qui ont contribué à faire de l'art de l'affiche l'une des plus hautes expressions de l'art plastique contemporain… Cette force d'expression, quand elle s'adresse à l'histoire, produit des symboles. La drôle de guerre, c'est l'étonnant Silence ! L'ennemi guette vos confidences !; La Libération de Paris, c'est une image de Paul Colin. Aidons la Norvège, Varsovie accuse, Les crimes nazis sont devenus des images indélébiles de la guerre et de l'après-guerre. Ces images font partie, désormais, de notre histoire… Venu à Paris à vingt ans, Paul Colin a traversé le siècle, offrant à plusieurs générations de ces images qu'on n'oublie pas. » - Michel d'Ornano[43]
- « L'exemple le plus abouti de la Liberté retrouvée demeure la magnifique Marianne de Paul Colin, achevée ou réalisée lors des journées libératrices elles-mêmes. À l'image du Christ, dont elle porte les stigmates, Marianne connaît la résurrection. Sa Passion fut douloureuse, ce dont témoignent des traces et une attitude. Les traces, outre les stigmates sanglants des mains, sont celles de ses vêtements, dont le flou de leur représentation laisse supposer les haillons d'une robe ou les ruines d'immeubles bombardés. Mais l'attitude même de Marianne témoigne de la souffrance passée. La grande colonne de bleu soutenu rappelle une ultime fois les poteaux d'exécution et le sacrifice de ses meilleurs enfants fusillés par l'ennemi. Mais elle-même ne peut encore affronter directement le soleil de la liberté, et elle doit se protéger les yeux. Cependant, nulle inquiétude ne perce dans son attitude car l'avenir s'ouvre sous les meilleurs auspices : la lumière libératrice qui vient de la gauche, de l'ouest, de la Normandie, des Alliés, procure au ciel le bleu de la paix et s'accompagne d'une petite bise joyeuse qui fait onduler les cheveux échappés du bonnet phrygien. L'aveuglement de Marianne n'est que temporaire, simplement provoque par le contraste entre la nuit de l'Occupation et la clarté éblouissante de la Libération... L'horizon reste incertain, mais nulle anxiété ne trouble l'expression de Marianne : sa sérénité témoigne de la victoire de la Patrie française, en réalité de sa nature éternelle. » - Philippe Buton[55]

## Collections publiques

### États-Unis
- Carson City, Nevada State Museum (en) : Paris. Société nationale des chemins de fer français, affiche lithographique[56].
- Chicago, Driehaus Museum (en) :
  - Les Danseurs de jazz, 1928, dessin[51] ;
  - Joséphine Baker, 1930, dessin[51].
- Minneapolis, Minneapolis Institute of Art.
- New York, Museum of Modern Art : dix affiches[30].
- Washington, National Portrait Gallery : Le Tumulte noir, 1929, recueil de lithographies autour de Joséphine Baker et de la Revue nègre.

### France
- Besançon, musée de la Résistance et de la Déportation : Marianne aux stigmates, 17 août 1944, huile sur toile, 120 × 80 cm[57].
- Blérancourt, musée franco-américain : La revue nègre, 1925, huile sur contreplaqué, 100 × 76 cm[58].
- Épinal, musée départemental des Vosges.
- Libourne, musée des Beaux-Arts, L'outre, huile sur toile 81x60cm, vers 1951 (dépôt du Centre national des arts plastiques)[59].
- Lourdes, musée pyrénéen.
- Marseille, musée des civilisations de l'Europe et de la Méditerranée : Dien-Bien-Phu… Ils se sont sacrifiés pour la liberté - Paix et liberté, 1954, affiche coloriée[33].
- Nancy, musée des beaux-arts.
- Paris :
  - bibliothèque Forney : Silence, l'ennemi… guette vos confidences, 1940, affiche[17]..
  - bibliothèque-musée de l'Opéra : Les Billy Arnold's rois du jazz, Théâtre des Champs-Élysées, 17-30 avril 1925, maquette d'affiche.
  - Département des estampes et de la photographie de la Bibliothèque nationale de France :
    - Maquettes d'affiches dont : Libération de Paris - 17 août 1944, 1945, gouache, 100 × 75 cm ;
    - fonds de plus de cent affiches.

  - Cinémathèque française :
    - dessins, dont les décors pour Liliom de Fritz Lang et pour Carnet de bal de Julien Duvivier ;
    - fonds d'affiches lithographiques de films[28].

  - La contemporaine.
  - musée des arts décoratifs : affiches pour Maya, 1927 ; Champagne Ernest Irroy, Reims, 1928 ; Le clown Grock, 1930 : Prenez l'R, apéritif supérieur, 1933 ; Quart Vichy, 1948 ; 18e Salon international de l'aviation, 1949[32].
  - musée d'ethnographie du Trocadéro.
  - musée du Général Leclerc de Hauteclocque et de la Libération de Paris - musée Jean-Moulin : Hommage aux libérateurs de Paris, 11 novembre 1944, gouache, projet de l'affiche éponyme[21].
- Pont-l'Évêque, artothèque de l'espace culturel Les Dominicaines : Le Tumulte noir, 45 lithographies.
- Puteaux, Fonds national d'art contemporain :
  - Sans titre, projet d'affiche, dessin en couleurs, vers 1934[60] ;
  - Fête de Paris, projet d'affiche, dessin en couleurs 162x120cm, vers 1935[61] ;
  - Femme rouge, huile sur toile 100x65cm, vers 1949[62].

### Pays-Bas
- Amsterdam, Stedelijk Museum[27].

### Royaume-Uni
- Londres, Victoria and Albert Museum :
  - Wiéner et Doucet, numéro de piano à quatre mains, 1925, affiche[29] ;
  - Tabarin, 1928, affiche[35].

### Suède
- Stockholm, bibliothèque royale de Suède : affiches de la donation Paul Lipschutz[63].

### Suisse
- Zurich, musée du design : fonds de 48 affiches[64].

## Collections privées référencées
- Jacques Crépineau[48].
- Jean-Jacques Debout[14].
- Bellac, maison natale de Jean Giraudoux, 4 avenue Jean-Jaurès : Siegfried et Amphitryon 38, affiches lithographiques.

## Élèves
- Jean Arène (né en 1929).
- Marie Astoin (1923-2011).
- Ruth Bess (1914-2015).
- Louise Bourgeois (1911-2010).
- Alain Carrier (né en 1924).
- Albert Champeaux (1922-2005).
- Georges Dambier (1925-2011).
- André Depouilly (né en 1929)[65].
- Philippe Derome (en) (né en 1937).
- Edgard Derouet (1910-2001).
- Jean-Pierre Desclozeaux (né en 1938).
- Pïerre Didier (né en 1929).
- Jacqueline Duhême (née en 1927).
- Bernard Durin (1940-1988).
- Francine Galliard-Risler (1924-2015), élève de 1942 à 1945.
- Alain Gauthier (1931-2020)
- Henri Kay Henrion (1914-1990).
- James Hodges (né en 1928).
- Hannah Van Hulst (née en 1933).
- Faustina Iselin (1915-2010).
- Gérard Larguier (né en 1938).
- Jos Le Corre (1925-1979), élève en 1945[66].
- Herbert Leupin (en) (1916-1999).
- Pierre Loeb (né en 1934).
- Denise Margoni (1911-1986).
- Bernadette de Meaux[67].
- Gerda Muller (née en 1926).
- Aurélie Nemours (1910-2005).
- Raymond Pagès (1923-2014).
- Piem (né en 1923).
- Georges Prud'homme (1927-1992).
- Jean-Marie Queneau (né en 1934).
- Claude Roederer (1924-1988).
- Gaëtan de Rosnay (1912-1992).
- Andrés Segovia (1929-1996).
- Jean-Étienne Siry (né en 1940).
- Béatrice Tanaka (1932-2016).
- Alain Tirouflet (1937-2011).
- André Trèves (1904-1973)
- Bernard Villemot (1911-1989).
- Jean Weinbaum (1926-2013).

Élèves de Paul Colin
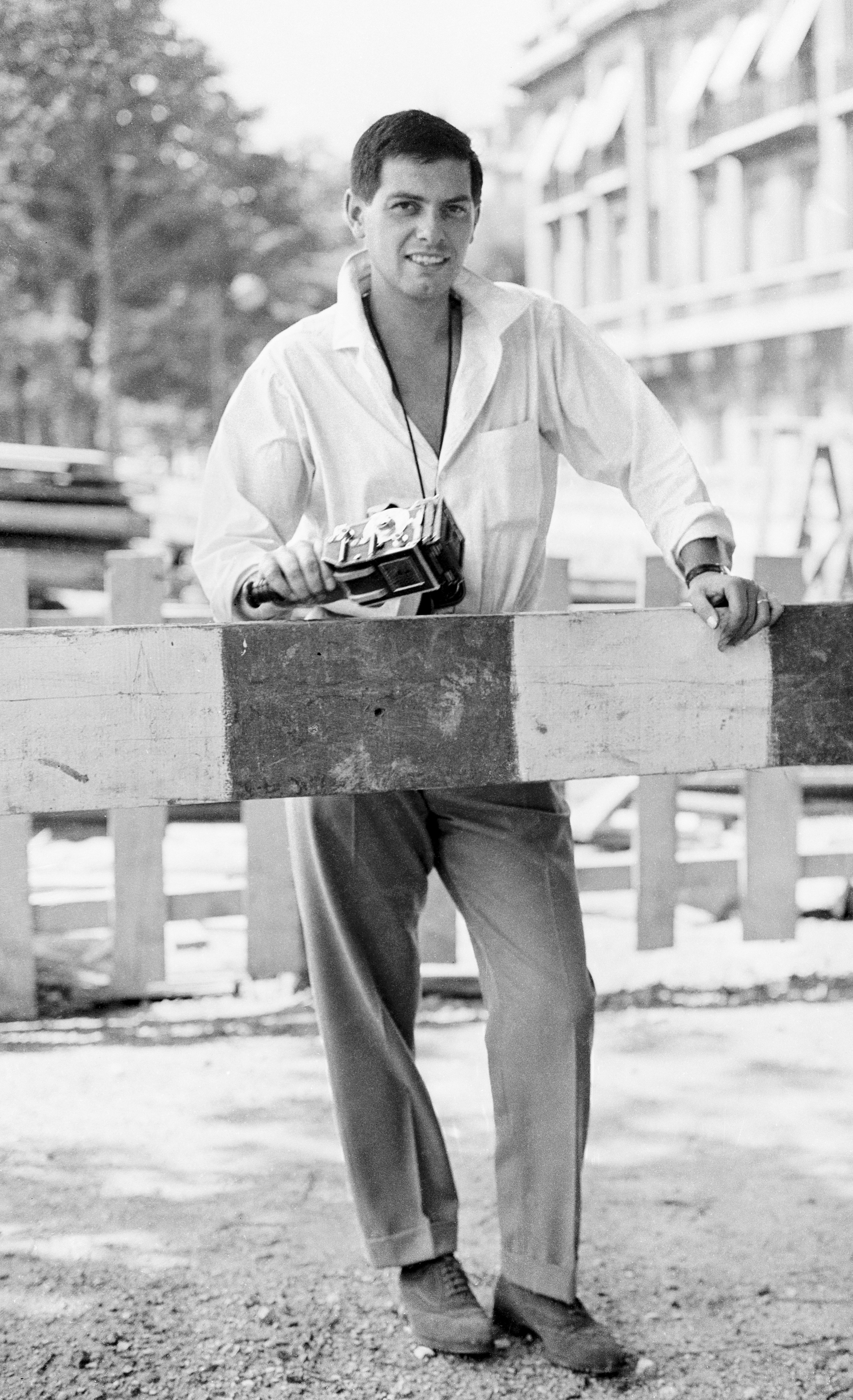
Georges Dambier
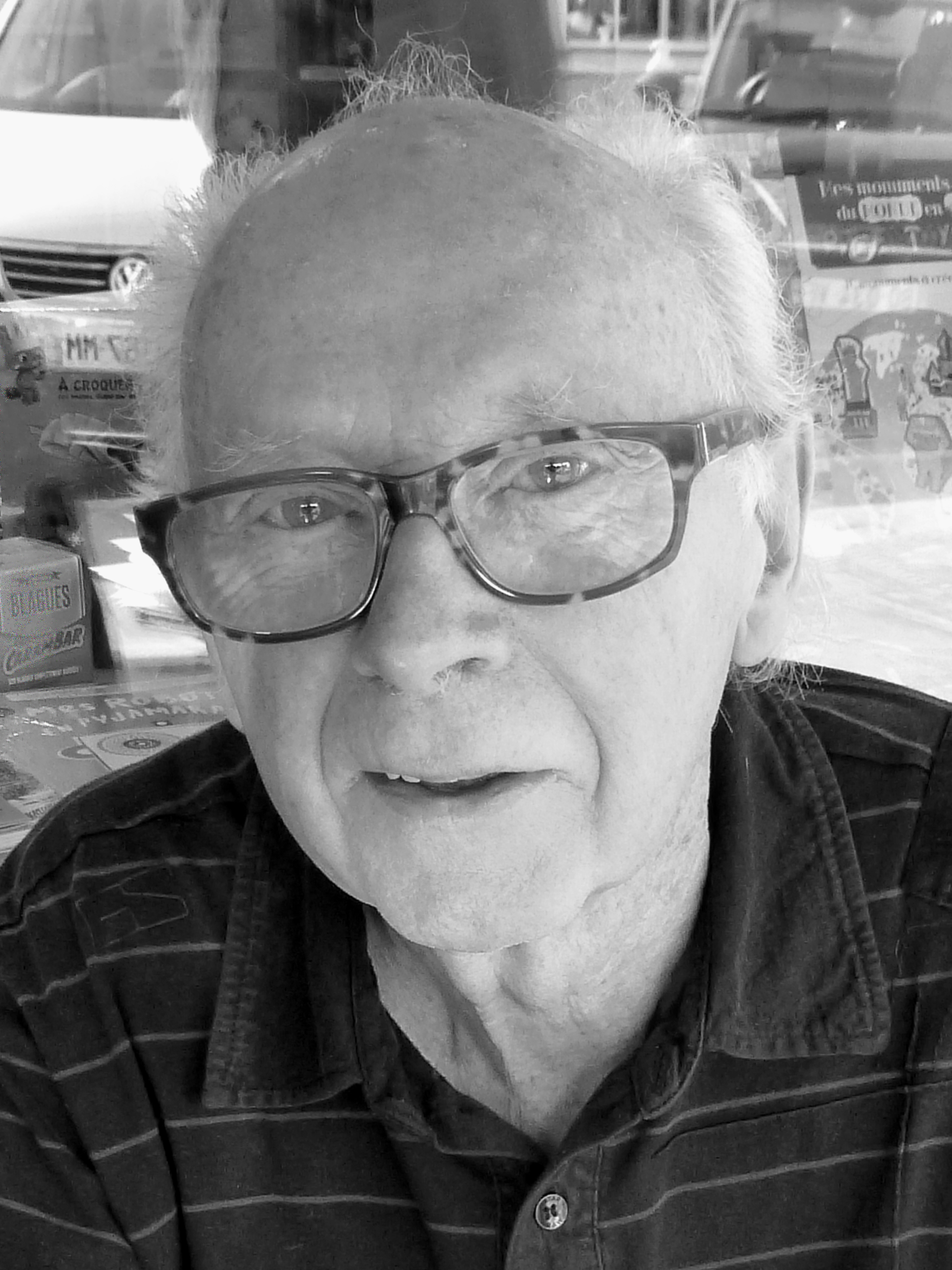
Pierre Didier
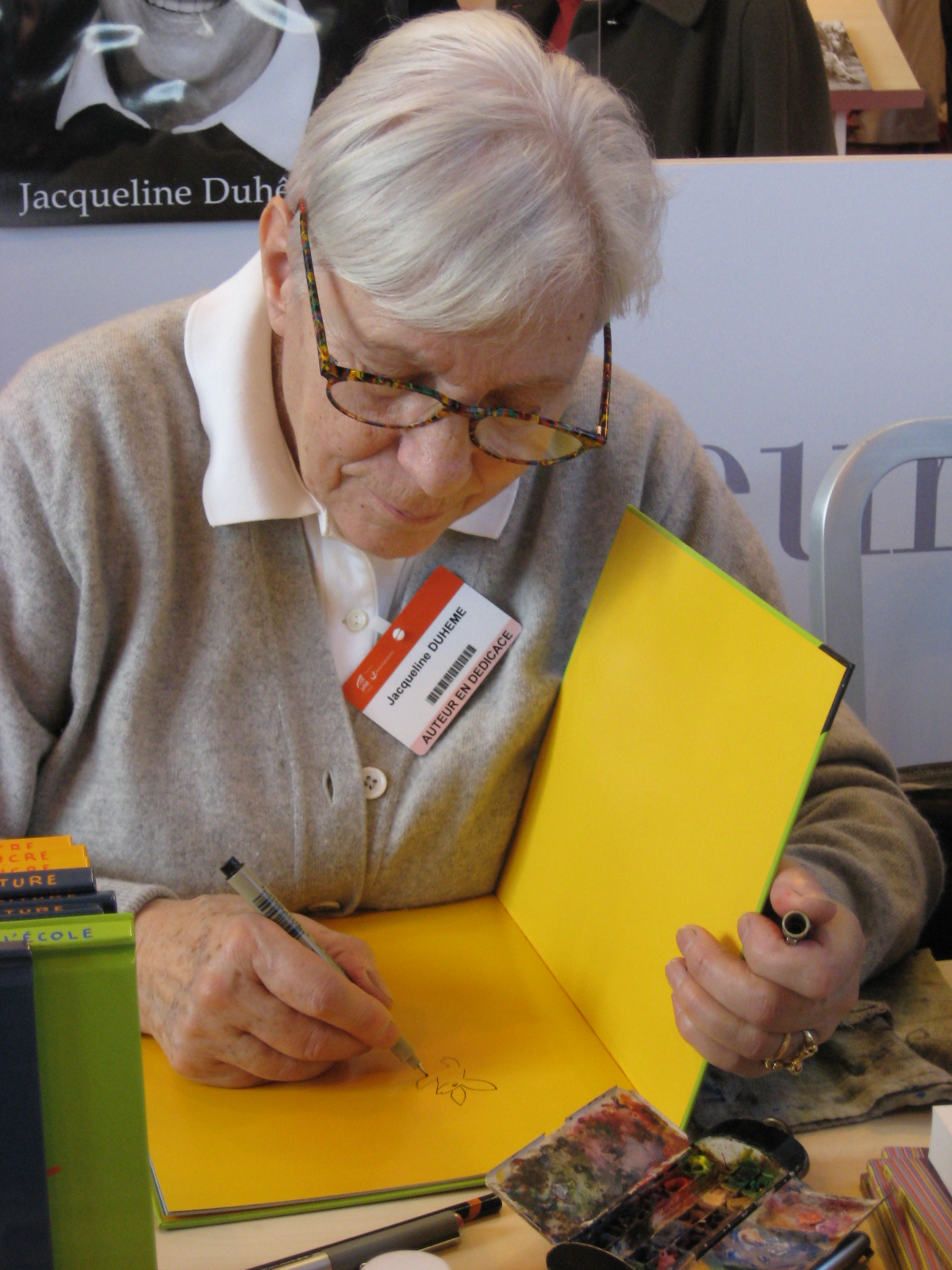
Jacqueline Duhême
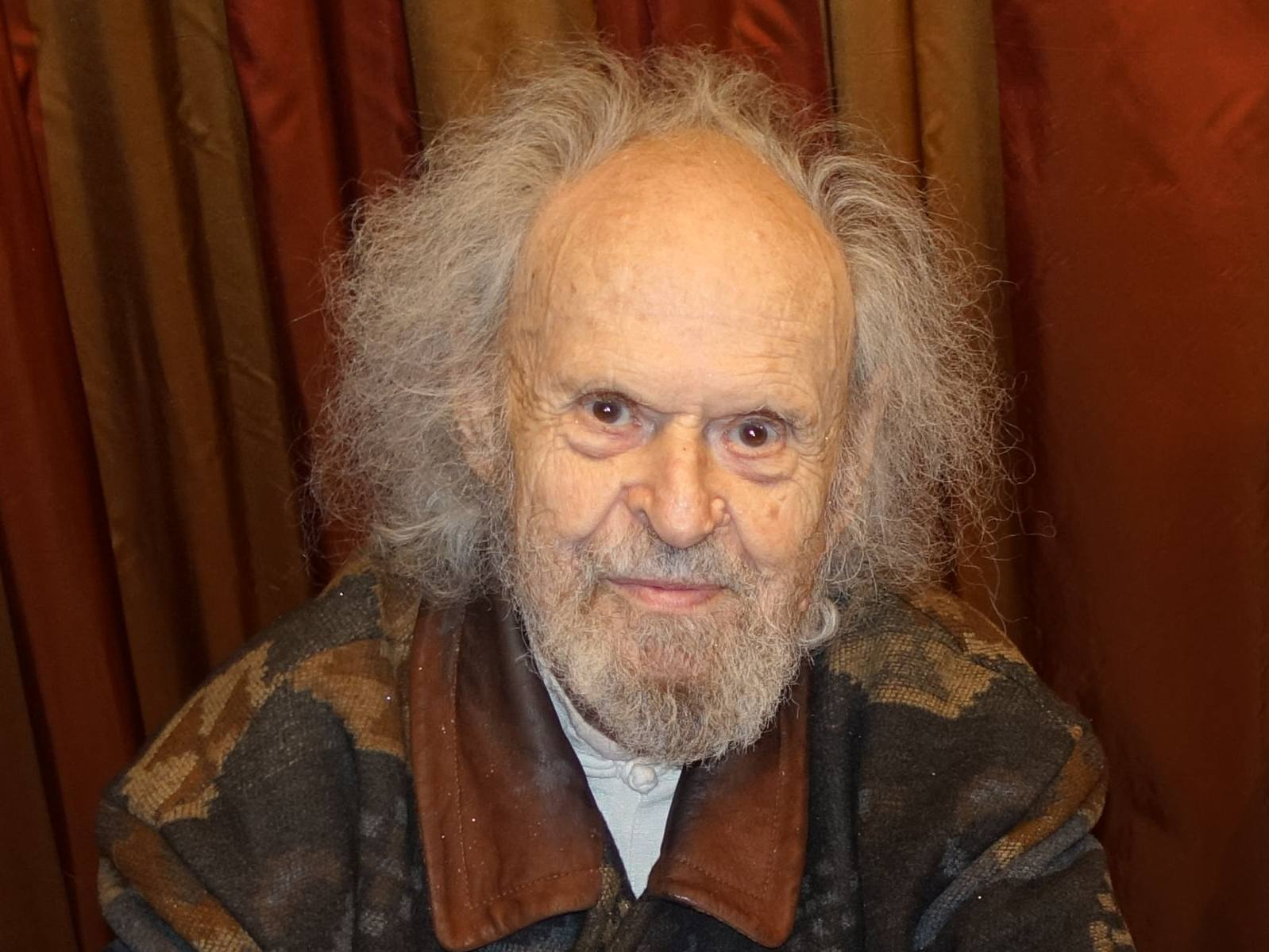
James Hodges
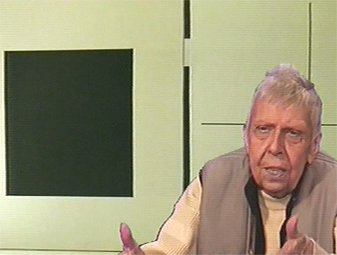
Aurélie Nemours
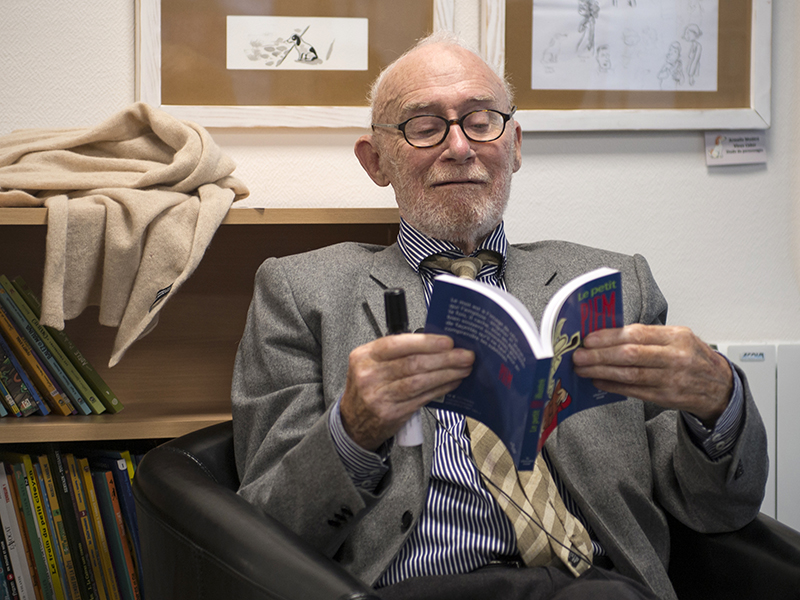
Piem
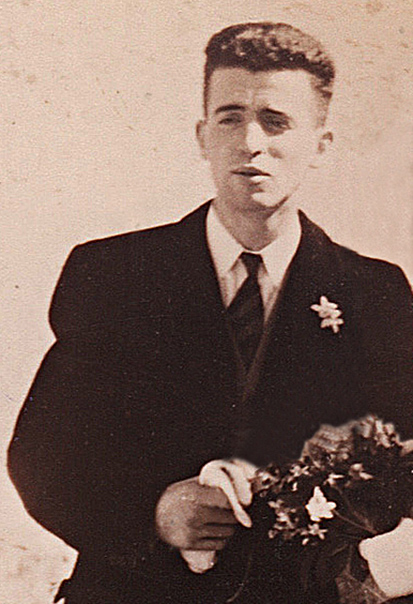
Claude Roederer

## Hommages
- Une rue de Nancy porte le nom de Paul Colin.
- Le Musée Carnavalet à Paris conserve un Portrait de Paul Colin dessiné en 1945 par André Trèves[68].

### Radiophonie
- Robert Arnaut, « Joséphine, la panthère noire », Chroniques sauvages, France Inter, 10 juillet 2017 (en ligne).